# Moksza (hinduizm)

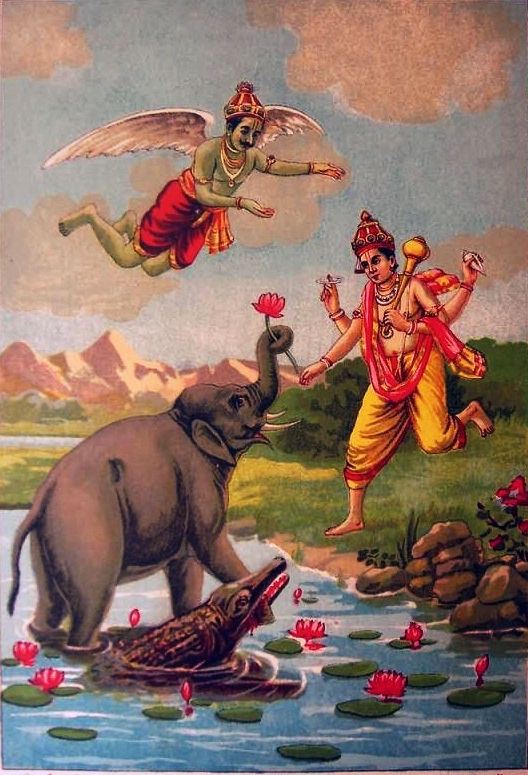
Gajendra Moksha

Moksza (dewanagari मोक्ष) – w hinduizmie, jodze i dźinizmie – ostateczne wyjście poza krąg samsary i tym samym zaprzestanie przyjmowania kolejnych wcieleń po śmierci (reinkarnacji). Jest to doświadczenie za życia, jakie towarzyszy całkowitemu rozpadowi identyfikacji z ego. W tym sensie moksza może być rozumiana jako stan jedności z Bogiem.
Jeden z terminów na określenie religijnego celu w hinduizmie.
Możliwy do osiągnięcia różnymi sposobami, m.in. przez praktykę medytacji lub bhakti (akt całkowitego oddania się Bogu). Odpowiednik oświecenia znanego w buddyzmie.

## Etymologia
Najczęściej wskazywanym znaczeniem sanskryckiego słowa moksza jest wyzwolenie.
Paramahansa Pradźnanananda naucza, iż termin moksza wywieść można od moha kszaja, złożenia dwóch słów:
1. moha
2. ksza

Otrzymana tą drogą definicja mokszy to: eliminacja złudzeń, iluzji i błędów.
W filozofii hinduistycznej moksza rozumiana jest jako wyzwolenie od iluzji (maja) wywołanej pełną identyfikacją umysłu z myślami oraz percepcjami zmysłowymi, uwięzionymi w świecie form: energii, materii, czasu, przestrzeni oraz zależności przyczynowo-skutkowych (karma), a przez to niepozwalającymi na doświadczenie własnej prawdziwej natury – czystej świadomości, która nie ma żadnej formy.

## Zaniechanie wyzwolenia
W Dziewiątym Canto Bhagawatapurany, w 67 wersecie czwartego rozdziału, Narajana odpowiada na pytanie Durwasy Muniego w następujący sposób:
Będąc zaangażowanymi w służbę oddania, Moi czyści bhaktowie są zawsze usatysfakcjonowani, i dlatego nawet nie dążą do pięciu rodzajów wyzwolenia, jak:
- stanie się jednym ze Mną,
- osiągnięcie rezydencji na Mojej planecie,
- posiadanie Moich bogactw,
- posiadanie cech cielesnych podobnych do Moich,
- osiągnięcie Mojego osobistego towarzystwa[3].